# Pavlovec Gradečki
Pavlovec Gradečki är en ort i Kroatien.   Den ligger i länet Zagrebs län, i den nordöstra delen av landet, 40 km öster om huvudstaden Zagreb. Pavlovec Gradečki ligger 107 meter över havet och antalet invånare är 506.
Terrängen runt Pavlovec Gradečki är huvudsakligen platt. Pavlovec Gradečki ligger nere i en dal. Runt Pavlovec Gradečki är det ganska glesbefolkat, med 48 invånare per kvadratkilometer. Närmaste större samhälle är Sveti Ivan Zelina, 19,4 km väster om Pavlovec Gradečki. Omgivningarna runt Pavlovec Gradečki är en mosaik av jordbruksmark och naturlig växtlighet.